# Siangan
Siangan is een bestuurslaag in het regentschap Gianyar van de provincie Bali, Indonesië. Siangan telt 5415 inwoners (volkstelling 2010).